# ノーマン・ミネタ
ノーマン・ヨシオ・ミネタ（英語：Norman Yoshio Mineta、日本名：峯田 良雄（みねた よしお）、1931年11月2日 - 2022年5月3日）は、アメリカ合衆国の政治家。元アメリカ陸軍将校。カリフォルニア州サンノゼの市会議員から第59代市長に当選。下院議員として国政へ転じた後は、第33代商務長官、第14代運輸長官を歴任した。日系アメリカ人として、またアジア系アメリカ人として初めての閣僚となった人物である。

## 来歴
1931年、1902年にアメリカに渡った静岡県清水町久米田出身の父・国作と、同県三島市大宮町出身の母・かね（旧姓：渡邊）の間に、2男3女の末子として生まれる。
1941年12月の日本との太平洋戦争突入を受け、アメリカ政府は1942年、日系人の強制収容を開始。ミネタ一家は、ワイオミング州のハートマウンテン移住センターに送られることになった。サンノゼの家を出る時はカブスカウト姿で、野球道具を持っていきたかったが、バットは武器になると米兵に没収された。収容所内で結成されたスカウトに参加し、地元のスカウトとの大会で、テント張りなどを一緒にやったアラン・シンプソン（後のワイオミング州選出上院議員、共和党所属）と知り合い、後に日系人強制収容に謝罪する「市民の自由」法成立で協力し合った。
1953年にカリフォルニア大学バークレー校ビジネススクール学士課程を卒業した。この年にアメリカ陸軍に入り、日本と韓国で情報将校を務める。その後、父の経営するミネタ保険会社に勤め、1967年にサンノゼ市議会議員に当選した。
1971年にはハワイを除くアメリカ本土では日系人として初めて大都市のサンノゼ市長に当選した。1974年にはやはりアメリカ本土では初めて日系人で下院議員に当選した。1995年まで20年以上にわたって下院議員を務め、その間大部分は運輸委員会に所属した他、1988年には太平洋戦争中に行われた日系人の強制収容に対するアメリカ合衆国政府による公式の謝罪及び賠償を規定した市民の自由法の成立を陰で支えた。

### 商務長官・運輸長官
ロッキード・マーティン社副社長を経て、2000年7月21日から2001年1月20日までビル・クリントン政権で第33代アメリカ合衆国商務長官を務めた。2001年1月25日から2006年7月7日まで共和党のジョージ・W・ブッシュ政権で第14代アメリカ合衆国運輸長官を務め、運輸長官としては最長の任期であった。
2001年9月11日、イスラム原理主義組織アルカーイダによるアメリカ同時多発テロ事件が発生。ミネタ長官は運輸省でニューヨークの事件（WTCビルへ航空機突入）を知り、ホワイトハウスから呼び出され、その地下深くのPEOC（President's Emergency Operating Center、大統領危機管理センター）で対応に当たる。アメリカ史上初めて全ての民間航空機の緊急着陸を命令し、国内を飛んでいた4638機の飛行機を2時間20分で全て強制的に着陸させ、アメリカに飛んで来る飛行機の受け入れを拒否し、ヨーロッパやアジアから飛んで来る飛行機の受け入れをカナダに依頼した。
また、アラブ系やムスリムであるという理由で、空港において乗機を拒否される事例が確認された事を受け、国内の各航空会社へ、
- 航空会社が、人種・肌の色・国籍・民族・宗教・乗客の氏名・衣服の特徴をもとに、特定の乗客を差別の対象としない様、警告する。
- 様々な我が国の法令が、人種・肌の色・国籍・宗教・性別・祖先をもとに、航空会社が航空輸送の際に、差別する事を禁じている。

といった旨の通達を発出した。
加えて、多くのアメリカのジャーナリストがレイシャル・プロファイリングを支持する中で、自身を含む日系人の強制収容を身をもって体験したミネタはこれを拒否した。
上述した様なスタンスを取り続けた故に、各方面から批判を浴びる事となったが、CBSの『60 Minutes』に出演した際は、
「アラブ系住民ないしムスリムは、全ての国民と同じだけの尊厳と敬意をもって接せられます。外見や肌の色で判断される事について、私は実体験として知っています」
と述べた。同時に、レイシャル・プロファイリングは安全の基礎とならない事も、自身の経験から明らかであると主張した。これ以降、人種や信仰に基づいた当局による捜査は、回避される事となった。
一方で、それまで航空会社の自主判断に任されていた空港での安全検査をアメリカ連邦航空保安局に一括し、連邦政府職員による全航空機搭乗者を対象とした検査強化で対応した。
政界引退後の2006年7月からは、ヒル・アンド・ノウルトン社の副会長を務めた。
2022年5月3日に心臓病のためメリーランド州で死去した。90歳没。ジョー・バイデン大統領はミネタの功績を讃え、5月6日に運輸省が入る建物にミネタの名称を冠する法案に署名した。5月22日には日本訪問の際に駐日米国大使公邸の一室をノーマン・ヨシオ・ミネタ・ルームとする証書を捧げた。

### 空港の名前
2001年11月にミネタの地元にあるサンノゼ国際空港は、ミネタの長年の功績を顕彰して、この空港の正式名称を「ノーマン・Y・ミネタ・サンノゼ国際空港」と改称した。日系アメリカ人として名前がアメリカの空港名に冠されたのはミネタが初であった。サンノゼ市は空港のマーケティングのため、「サンノゼ・シリコンバレー・ミネタ国際空港」に改称することを検討している。

## 栄典
- 2006年12月 - 大統領自由勲章
- 2007年 - 旭日大綬章